# «Ювентус» у Кубку Мітропи
Нижче наведений список усіх матчів футбольного клубу «Ювентус» у Кубку Мітропи, місця проведення цих матчів, а також автори голів, склади команди. Також містить статистичні дані гравців і тренерів клубу в матчах турніру.
Кубок Мітропи вперше був проведений у 1927 році для провідних клубів Центральної Європи. «Ювентус» вперше брав участь в 1929 році, перемігши у кваліфікаційному матчі «Амброзіану-Інтер» з рахунком 1:0. Загалом команда сім разів виступала в Кубку Мітропи в період найбільшої популярності турніру (1927—1940). П'ять разів клуб грав у півфіналі змагань, але жодного разу не зміг дістатись головного матчу.
В 50-х роках проведення кубку було відновлене. В цей час формат його проведення регулярно змінювався, а рівень і статус учасників падав. «Ювентус» лише одного разу брав участь у відновленому турнірі в 1962 році.

## Статистика виступів
| Сезони | Матчі | Перемоги | Нічиї | Поразки | Різниця м'ячів |
| ------ | ----- | -------- | ----- | ------- | -------------- |
| 7      | 32    | 17       | 6     | 9       | 71 — 56        |

| Сезони | Матчі | Перемоги | Нічиї | Поразки | Різниця м'ячів |
| ------ | ----- | -------- | ----- | ------- | -------------- |
| 1      | 6     | 3        | 1     | 2       | 10 — 8         |

## Список матчів
Кубок Мітропи 1929
| 1/4 перший матч 23.06.1929 | Ювентус      | 1:0        | Славія (Прага) | Турин                                                                     |  |
| | 62' Мунераті | (протокол) |                | Стадіон: Корсо Марсілья Глядачі: 20 000 Суддя: Ференц Майорскі (Угорщина) |  |
| Ювентус: Комбі (к) — Розетта, Калігаріс — Барале, М.Варльєн, Моска — Мунераті, Чевеніні, Вояк, Кротті, Барізоне, тренер: Ейткен Славія: Планічка — Черницький, Новак — Водічка, Плетиха (к), Чіпера — Юнек, Шолтис, Свобода, Пуч, Йоска, тренер: Мадден |              |            |                |                                                                           |  |

| 1/4 другий матч 06.07.1929 | Славія (Прага)         | 3:0 (3:1 заг.) | Ювентус       | Прага                                                            |  |
| | 49' 69' Юнек 75' Йоска | (протокол)     | 61' М.Варльєн | Стадіон: Летна Глядачі: 20 000 Суддя: Ференц Майорскі (Угорщина) |  |
| Славія: Планічка — Новак, Женишек — Чіпера, Плетиха (к), Водічка — Юнек, Йоска, Свобода, Пуч, Кратохвіл, тренер: Мадден Ювентус: Комбі (к) — Розетта, Калігаріс — Барале, М.Варльєн, Моска — Мунераті, Чевеніні, Вояк, Кротті, Барізоне, тренер: Ейткен |                        |                |               |                                                                  |  |

Кубок Мітропи 1931
| 1/4 перший матч 12 липня 1931 | Ювентус                   | 2:1        | Спарта (Прага) | Турин                                                     |  |
| 17:00 CET | Чезаріні 39' Мунераті 88' | (протокол) | Брен 60'       | Стадіон: Корсо Марсілья Глядачі: 15 000 Суддя: Адольф Міс |  |
| «Ювентус»: Еціо Склаві, Вірджиніо Розетта (к), Умберто Калігаріс, Джованні Варльєн, Маріо Варльєн, Луїджі Бертоліні, Федеріко Мунераті, Ренато Чезаріні, Джованні Веккіна, Джованні Феррарі, Раймундо Орсі, тренер: Карло Каркано «Спарта»: Йозеф Немець, Ярослав Бургр, Йозеф Чтиржокий, Ян Кноблох, Карел Пешек (к), Еріх Србек, Карел Подразіл, Отто Гафтль, Раймон Брен, Олдржих Неєдлий, Йозеф Сильний, тренер: Джон Дік - на 80-й хвилині Брен не забив пенальті — відбив воротар Склаві |                           |            |                |                                                           |  |

| 1/4 другий матч 22 липня 1931 | Спарта (Прага) | 1:0 (2:2 заг.) | Ювентус | Прага                                            |  |
| 18:15 CET | Гафтль 61'     | (протокол)     |         | Стадіон: Летна Глядачі: 35 000 Суддя: Адольф Міс |  |
| «Спарта»: Йозеф Немец, Ярослав Бургр, Йозеф Чтиржокий, Ян Кноблох, Карел Пешек (к), Еріх Србек, Карел Подразіл, Отто Гафтль, Раймон Брен, Йозеф Сильний, Карел Соколарж, тренер: Джон Дік «Ювентус»: Еціо Склаві, Вірджиніо Розетта (к), Умберто Калігаріс, Джованні Варльєн, Маріо Варльєн, Луїджі Бертоліні, Федеріко Мунераті, Ренато Чезаріні, Джованні Веккіна, Джованні Феррарі, Раймундо Орсі, тренер: Карло Каркано |                |                |         |                                                  |  |

| 1/4 перегравання 2 вересня 1931 | Спарта (Прага)                                   | 3:2        | Ювентус                                                    | Відень                                            |  |
| 16:30 CET | Подразіл 25' Неєдлий 58' Сильний 70' Кноблох 87' | (протокол) | Орсі 20' Мальйо 37' Калігаріс 83' Чезаріні 87' Феррарі 89' | Стадіон: ВАК-Плац Глядачі: 8000 Суддя: Пауль Руоф |  |
| «Спарта»: Йозеф Немец, Ярослав Бургр, Йозеф Чтиржокий, Ян Кноблох, Карел Пешек (к), Еріх Србек, Карел Подразіл, Отто Гафтль, Раймон Брен, Олдржих Неєдлий, Йозеф Сильний, тренер: Джон Дік «Ювентус»: Еціо Склаві, Вірджиніо Розетта (к), Умберто Калігаріс, Луїджі Бертоліні, Луїс Монті, Маріо Варльєн, Джованні Веккіна, Ренато Чезаріні, Хуан Мальйо, Джованні Феррарі, Раймундо Орсі, тренер: Карло Каркано |                                                  |            |                                                            |                                                   |  |

Кубок Мітропи 1932
| 1/4 перший матч 25.06.1932 | Ювентус                                   | 4:0        | Ференцварош | Турин                                                                            |  |
| | 14' Орсі 44' 56' Чезаріні 59' Сернаджотто | (протокол) |             | Стадіон: Корсо Марсілья Глядачі: 12 000 Суддя: Франтішек Цейнар (Чехословаччина) |  |
| Ювентус: Комбі (к) — Розетта, Калігаріс — М.Варльєн, Монті, Бертоліні — Сернаджотто, Чезаріні, Веккіна, Феррарі, Орсі, тренер: Карло Каркано Ференцварош: Хада — Г.Такач, Кораньї — Ліка, Шароші (к), Лазар — Танкош, Й.Такач, Турай, Тольді, Кохут, тренер: Блум |                                           |            |             |                                                                                  |  |

| 1/4 другий матч 3.07.1932 | Ференцварош                             | 3:3 (3:7 заг.) | Ювентус                   | Будапешт                                                      |  |
| | 15' (пен.) 18' (пен.) 80' (пен.) Шароші | (протокол)     | 25' Орсі 30' 65' Чезаріні | Стадіон: Іллеї Ут Глядачі: 9 000 Суддя: Ойген Браун (Австрія) |  |
| Ференцварош: Хада — Г.Такач, Кораньї — Ліка, Шароші (к), Лазар — Танкош, Й.Такач, Турай, Тольді, Кохут, тренер: Блум Ювентус: Комбі (к) — Розетта, Калігаріс — М.Варльєн, Монті, Бертоліні — Сернаджотто, Чезаріні, Веккіна, Феррарі, Орсі, тренер: Каркано |                                         |                |                           |                                                               |  |

| 1/2 перший матч 6.07.1932 | Славія (Прага)                                 | 4:0        | Ювентус | Прага                                                       |  |
| | 25' 37' Копецький 29' Свобода 81' (пен.) Фіала | (протокол) |         | Стадіон: Летна Глядачі: 30 000 Суддя: Ойген Браун (Австрія) |  |
| Славія: Планічка — Женишек(к), Фіала — Водічка, Чамбал, Черницький — Юнек, Свобода, Соботка, Копецький, Пуч, тренер: Слоуп Ювентус: Комбі (к) — Розетта, Калігаріс — М.Варльєн, Монті, Бертоліні — Сернаджотто, Чезаріні, Веккіна, Феррарі, Орсі, тренер: Каркано |                                                |            |         |                                                             |  |

| 1/2 другий матч 10.07.1932 | Ювентус                      | 2:0        | Славія (Прага) | Турин                                                                |  |
| | 15' Чезаріні 41' (пен.) Орсі | (протокол) |                | Стадіон: Корсо Марсілья Глядачі: 18 000 Суддя: Адольф Майц (Австрія) |  |
| Ювентус: Комбі (к) — Розетта, Калігаріс — М.Варльєн, Монті, Бертоліні — Сернаджотто, Чезаріні, Веккіна, Феррарі, Орсі, тренер: Каркано Славія: Планічка — Женишек (к), Фіала — Водічка, Чамбал, Черницький — Юнек, Свобода, Соботка, Копецький, Пуч, тренер: Слоуп Матч зупинено на 46-й хвилині |                              |            |                |                                                                      |  |

Кубок Мітропи 1933
| 1/4 перший матч 22 червня 1933 | Уйпешт              | 2:4        | «Ювентус» (Турин)                                  | Будапешт                                                       |  |
| 18:10 CET | Пустаї 78' Явор 87' | (протокол) | Дж. Варльєн 6' Борель 13' Сернаджотто 64' Орсі 76' | Стадіон: "Хунгарія Керут" Глядачі: 12 000 Суддя: Алоїз Беранек |  |
| Уйпешт: Дьордь Горі, Ласло Штернберг, Дьюла Футо, Анталь Салаї, Дьордь Сюч, Міклош Шарош, Ференц Пустаї, Іштван Авар, Паль Явор, Карой Дері, Габор Сабо (к), тренер Золтан Блум Ювентус: Джанп'єро Комбі (к), Вірджиніо Розетта, Умберто Калігаріс, Маріо Варльєн, Луїс Монті, Луїджі Бертоліні, Педро Сернаджотто, Джованні Варльєн, Феліче Борель, Джованні Феррарі, Раймундо Орсі, тренер: Карло Каркано |                     |            |                                                    |                                                                |  |

| 1/4 другий матч 29 червня 1933 | Ювентус                                                   | 6:2 (10:4 заг.) | Уйпешт            | Турин                                                            |  |
| 16:10 CET | Орсі 30' 72' 74' (пен.) 78' Дж. Варльєн 36' 39' Монті 55' | (протокол)      | Явор 18' Авар 70' | Стадіон: Беніто Муссоліні Глядачі: 22 000 Суддя: Богуміл Женішек |  |
| Ювентус: Джанп'єро Комбі (к), Вірджиніо Розетта, Умберто Калігаріс, Маріо Варльєн, Луїс Монті, Луїджі Бертоліні, Педро Сернаджотто, Джованні Варльєн, Феліче Борель, Джованні Феррарі, Раймундо Орсі, тренер: Карло Каркано Уйпешт: Дьордь Горі, Ласло Штернберг, Дьюла Дудаш, Анталь Салаї, Дьордь Сюч, Міклош Шарош, Ференц Пустаї, Іштван Авар, Паль Явор, Карой Дері, Габор Сабо (к), тренер Золтан Блум |                                                           |                 |                   |                                                                  |  |

| 1/2 перший матч 9 липня 1933 | Аустрія (Відень)                   | 3:0        | Ювентус   | Відень                                                    |  |
| 17:30 CET | Сінделар 3' Фіртль 52' Шпехтль 88' | (протокол) | Монті 87' | Стадіон: Пратерштадіон Глядачі: 50 000 Суддя: Арпад Кляйн |  |
| Аустрія: Йоганн Білліх, Карл Граф, Вальтер Науш (к), Маттіас Наємнік, Ганс Мок, Карл Галль, Йозеф Мольцер, Йозеф Штро, Маттіас Сінделар, Віктор Шпехтль, Рудольф Фіртль, тренер: Йозеф Блум Ювентус: Джанп'єро Комбі (к), Вірджиніо Розетта, Умберто Калігаріс, Маріо Варльєн, Луїс Монті, Луїджі Бертоліні, Педро Сернаджотто, Джованні Варльєн, Феліче Борель, Джованні Феррарі, Раймундо Орсі, тренер: Карло Каркано |                                    |            |           |                                                           |  |

| 1/2 другий матч 16 липня 1933 | Ювентус     | 1:1 (1:4 заг.) | Аустрія (Відень) | Турин                                                             |  |
| 16:30 CET | Феррарі 21' | (протокол)     | Штро 85'         | Стадіон: Беніто Муссоліні Глядачі: 15 000 Суддя: Франтішек Цейнар |  |
| Ювентус: Джанп'єро Комбі (к), Вірджиніо Розетта, Умберто Калігаріс, Маріо Варльєн, Джованні Варльєн, Луїджі Бертоліні, Педро Сернаджотто, Ренато Чезаріні, Феліче Борель, Джованні Феррарі, Раймундо Орсі, тренер: Карло Каркано Аустрія: Йоганн Білліх, Карл Граф, Вальтер Науш (к), Маттіас Наємнік, Ганс Мок, Карл Галль, Йозеф Мольцер, Йозеф Штро, Маттіас Сінделар, Віктор Шпехтль, Рудольф Фіртль, тренер: Йозеф Блум |             |                |                  |                                                                   |  |

Кубок Мітропи 1934
| 1/8 перший матч 17 червня 1934 | Ювентус                                 | 4:2        | Тепліцер                  | Турин                                                          |  |
| 16:00 CET | Борель 29' Чезаріні 38' 42' Феррарі 58' | (протокол) | Габерштро 6' Мілльнер 52' | Стадіон: Беніто Муссоліні Глядачі: 11 000 Суддя: Міхай Іванчич |  |
| Ювентус: Джанп'єро Комбі (к), Вірджиніо Розетта, Умберто Калігаріс, Джованні Варльєн, Маріо Варльєн, Луїджі Бертоліні, Педро Сернаджотто, Ренато Чезаріні, Феліче Борель, Джованні Феррарі, Раймундо Орсі, тренер Карло Каркано Тепліцер: Честмір Патцель, Генріх Шепке, Вільгельм Нагловський, Франц Кованц, Мартін Ватцата, Віллі Мізера, Карл Габерштро, Єне Рот, Томаш Порубський (к), Йозеф Мілльнер, Рудольф Цозель |                                         |            |                           |                                                                |  |

| 1/8 другий матч 24 червня 1934 | Тепліцер | 0:1 (2:5 заг.) | Ювентус         | Тепліце                                                         |  |
| 18:20 CET |          | (протокол)     | Дж. Варльєн 15' | Стадіон: Ейхвальденштрассе Глядачі: 12 000 Суддя: Алоїз Беранек |  |
| Тепліцер: Честмір Патцель, Генріх Шепке, Вільгельм Нагловський, Віллі Мізера, Мартін Ватцата, Ервін Ковач, Карл Габерштро, Єне Рот, Томаш Порубський (к), Йозеф Мілльнер, Рудольф Цозель Ювентус: Джанп'єро Комбі (к), Вірджиніо Розетта, Умберто Калігаріс, Маріо Варльєн, Луїс Монті, Луїджі Бертоліні, Джованні Варльєн, Ренато Чезаріні, Феліче Борель, Джованні Феррарі, Раймундо Орсі, тренер Карло Каркано |          |                |                 |                                                                 |  |

| 1/4 перший матч 1 липня 1934 | Уйпешт   | 1:3        | Ювентус                    | Будапешт                                                     |  |
| 18:00 CET | Сабо 44' | (протокол) | Феррарі 15' Борель 74' 78' | Стадіон: "Медьєрі ут" Глядачі: 18 000 Суддя: Богумил Женишек |  |
| Уйпешт: Дьордь Горі, Дьюла Футо, Ласло Штернберг, Дьюла Шереш, Дьордь Сюч, Анталь Салаї, Іштван Тамашші, Ференц Пустаї, Геза Кочиш, Габор Кишш, Габор Сабо (к), тренер Іштван Тот Ювентус: Джанп'єро Комбі (к), Вірджиніо Розетта, Умберто Калігаріс, Маріо Варльєн, Луїс Монті, Ренато Чезаріні, Джованні Варльєн, П'єтро Серантоні, Феліче Борель, Джованні Феррарі, Раймундо Орсі, тренер Карло Каркано |          |            |                            |                                                              |  |

| 1/4 другий матч 8 липня 1934 | Ювентус    | 1:1 (4:2 заг.) | Уйпешт   | Турин                                                       |  |
| 17:00 CET | Борель 53' | (протокол)     | Кочиш 3' | Стадіон: Беніто Муссоліні Глядачі: 12 000 Суддя: Адольф Міс |  |
| Ювентус: Джанп'єро Комбі (к), Вірджиніо Розетта, Умберто Калігаріс, Маріо Варльєн, Луїс Монті, Луїджі Бертоліні, Педро Сернаджотто, П'єтро Серантоні, Феліче Борель, Джованні Феррарі, Раймундо Орсі, тренер Карло Каркано Уйпешт: Дьордь Горі, Дьюла Футо, Ласло Штернберг, Дьюла Шереш, Дьордь Сюч, Анталь Салаї, Іштван Тамашші, Ференц Пустаї, Паль Явор, Геза Кочиш, Габор Сабо (к), тренер Іштван Тот |            |                |          |                                                             |  |

| 1/2 перший матч 25 липня 1934 | Адміра (Відень)                               | 3:1        | Ювентус  | Відень                                                    |  |
| 18:00 CET | Адольф Фогль 13' Гуменбергер 47' Ганеманн 48' | (протокол) | Орсі 85' | Стадіон: Пратерштадіон Глядачі: 16 000 Суддя: Ференц Клуг |  |
| Адміра: Петер Пляцер, Роберт Павлічек, Антон Янда, Йоганн Урбанек, Карл Гуменбергер, Йозеф Міршицка, Ігнац Зігль (к), Карл Дурспект, Карл Штойбер, Вільгельм Ганеманн, Адольф Фогль, тренер Йоганн Сколаут Ювентус: Джанп'єро Комбі (к), Дуїліо Сантагостіно, Умберто Калігаріс, Ренато Чезаріні, Маріо Варльєн, Луїджі Бертоліні, Джованні Варльєн, П'єтро Серантоні, Феліче Борель, Джованні Феррарі, Раймундо Орсі, тренер Карло Каркано - на 81-й хвилині Фогль не забив пенальті — відбив воротар Комбі |                                               |            |          |                                                           |  |

| 1/2 другий матч 29 липня 1934 | Ювентус             | 2:1 (3:4 заг.) | Адміра (Відень) | Генуя                                                       |  |
| 16:30 CET | Борель 20' Орсі 32' | (протокол)     | Фогль 43'       | Стадіон: Дель Літторіо Глядачі: 16 000 Суддя: Міхай Іванчич |  |
| Ювентус: Джанп'єро Комбі (к), Дуїліо Сантагостіно, Умберто Калігаріс, Луїджі Бертоліні, Луїс Монті, Маріо Варльєн, Джованні Варльєн, П'єтро Серантоні, Феліче Борель, Джованні Феррарі, Раймундо Орсі, тренер Карло Каркано Адміра: Петер Пляцер, Роберт Павлічек, Антон Янда, Йоганн Урбанек, Карл Гуменбергер, Йозеф Міршицка, Ігнац Зігль (к), Карл Дурспект, Карл Штойбер, Вільгельм Ганеманн, Адольф Фогль, тренер Йоганн Сколаут |                     |                |                 |                                                             |  |

Кубок Мітропи 1935
| 1/8 перший матч 16 червня 1935 | Вікторія (Пльзень)         | 3:3        | Ювентус                    | Плзень                                                 |  |
| 18:20 CET | Бина 19' Биро 36' Гесс 60' | (протокол) | Борель 24' Феррарі 33' 61' | Стадіон: Вікторія Глядачі: 16 000 Суддя: Міхай Іванчич |  |
| Вікторія: Вацлав Дедич, Йоганн Вана, Богумил Мудра, Ярослав Бештяк, Штефан Биро, Ярослав Влчек (к), Вацлав Горак, Ладислав Чулик, Вилем Червений, Карел Гесс, Владимир Бина, тренер: Їндржих Провіта Ювентус: Чезаре Валінассо, Вірджиніо Розетта (к), Альфредо Фоні, Маріо Варльєн, Луїс Монті, Луїджі Бертоліні, Армандо Дієна, Феліче Борель, Гульєльмо Габетто, Джованні Феррарі, Ренато Чезаріні, тренер: Вірджиніо Розетта |                            |            |                            |                                                        |  |

| 1/8 другий матч 23 червня 1935 | Ювентус                                 | 5:1        | Вікторія (Пльзень) | Турин                                                          |  |
| 18:00 CET | Феррарі 9' 87' Борель 24' 68' Дієна 36' | (протокол) | Горак 70'          | Стадіон: Беніто Муссоліні Глядачі: 14 000 Суддя: Алоїз Беранек |  |
| Ювентус: Чезаре Валінассо, Вірджиніо Розетта (к), Альфредо Фоні, Маріо Варльєн, Луїс Монті, Луїджі Бертоліні, Армандо Дієна, Феліче Борель, Гульєльмо Габетто, Джованні Феррарі, Ренато Чезаріні, тренер: Вірджиніо Розетта Вікторія: Вацлав Дедич, Йоганн Вана, Богумил Мудра, Ярослав Бештяк, Штефан Биро, Ярослав Влчек (к), Вацлав Горак, Ладислав Чулик, Вилем Червений, Карел Гесс, Владимир Бина, тренер: Їндржих Провіта |                                         |            |                    |                                                                |  |

| 1/4 перший матч 30 червня 1935 | Хунгарія          | 1:3        | Ювентус                           | Будапешт                                                      |  |
| 18:00 CET | Мюллер 75' (пен.) | (протокол) | Феррарі 50' Габетто 65' Дієна 67' | Стадіон: "Хунгарія керут Глядачі: 17 000 Суддя: Алоїз Беранек |  |
| Хунгарія: Йожеф Уйварі, Дьюла Манді (к), Карой Кіш, Імре Егрі, Густав Шебеш, Янош Дудаш, Ференц Шаш, Гайнріх Мюллер, Ласло Чех, Йожеф Турай, Паль Тіткош, тренер: Імре Шенкей Ювентус: Чезаре Валінассо, Вірджиніо Розетта (к), Альфредо Фоні, Маріо Варльєн, Луїс Монті, Луїджі Бертоліні, Армандо Дієна, Феліче Борель, Гульєльмо Габетто, Джованні Феррарі, Ренато Чезаріні, тренер: Вірджиніо Розетта |                   |            |                                   |                                                               |  |

| 1/4 другий матч 6 липня 1935 | Ювентус     | 1:1        | Хунгарія   | Турин                                                   |  |
| 18:00 CET | Феррарі 14' | (протокол) | Тіткош 48' | Стадіон: Беніто Муссоліні Глядачі: 9000 Суддя: Ян Бізик |  |
| Ювентус: Чезаре Валінассо, Вірджиніо Розетта (к), Альфредо Фоні, Маріо Варльєн, Луїс Монті, Луїджі Бертоліні, Армандо Дієна, Феліче Борель, Гульєльмо Габетто, Джованні Феррарі, Ренато Чезаріні, тренер: Вірджиніо Розетта Хунгарія: Йожеф Уйварі, Карой Кіш, Шандор Біро, Імре Егрі, Густав Шебеш (к), Янош Дудаш, Ференц Шаш, Гайнріх Мюллер, Ласло Чех, Йожеф Турай, Паль Тіткош, тренер: Імре Шенкей |             |            |            |                                                         |  |

| 1/2 перший матч 16 липня 1935 | Спарта (Прага)                | 2:0        | Ювентус   | Прага                                               |  |
| 18:15 CET | Фацінек 43' Заїчек 68' (пен.) | (протокол) | Монті 68' | Стадіон: Летна Глядачі: 36 000 Суддя: Алоїз Беранек |  |
| Спарта: Богумил Кленовець, Ярослав Бургр (к), Йозеф Чтиржокий, Йозеф Коштялек, Ярослав Боучек, Еріх Србек, Фердинанд Фацінек, Олдржих Заїчек, Раймон Брен, Олдржих Неєдлий, Геза Калочаї, тренер: Франтішек Седлачек Ювентус: Чезаре Валінассо, Вірджиніо Розетта (к), Альфредо Фоні, Маріо Варльєн, Луїс Монті, Луїджі Бертоліні, Гастоне Прендато, Феліче Борель, Гульєльмо Габетто, Джованні Феррарі, Ренато Чезаріні, тренер: Вірджиніо Розетта |                               |            |           |                                                     |  |

| 1/2 другий матч 21 липня 1935 | Ювентус                    | 3:1        | Спарта (Прага) | Турин                                                          |  |
| 17:30 CET | Прендато 1' Борель 53' 89' | (протокол) | Неєдлий 65'    | Стадіон: Беніто Муссоліні Глядачі: 17 000 Суддя: Міхай Іванчич |  |
| Ювентус: Чезаре Валінассо, Вірджиніо Розетта (к), Альфредо Фоні, Маріо Варльєн, Луїс Монті, Луїджі Бертоліні, Гастоне Прендато, Феліче Борель, Гульєльмо Габетто, Джованні Феррарі, Ренато Чезаріні, тренер: Вірджиніо Розетта Спарта: Богумил Кленовець, Ярослав Бургр (к), Йозеф Чтиржокий, Йозеф Коштялек, Ярослав Боучек, Еріх Србек, Фердинанд Фацінек, Олдржих Заїчек, Раймон Брен, Олдржих Неєдлий, Геза Калочаї, тренер: Франтішек Седлачек - на 81-й хвилині Монті не забив пенальті — відбив Кленовець |                            |            |                |                                                                |  |

| 1/2 перегравання 28 липня 1935 | Спарта (Прага)                          | 5:1        | Ювентус         | Базель                                                    |  |
| 18:00 CET | Заїчек 18' 90' Брен 36' 85' Фацінек 38' | (протокол) | Фоні 70' (пен.) | Стадіон: Ранкгоф Глядачі: 8000 Суддя: Альберт Едвард Фогг |  |
| Спарта: Богумил Кленовець, Ярослав Бургр (к), Йозеф Чтиржокий, Йозеф Коштялек, Ярослав Боучек, Еріх Србек, Фердинанд Фацінек, Олдржих Заїчек, Раймон Брен, Олдржих Неєдлий, Геза Калочаї, тренер: Франтішек Седлачек Ювентус: Чезаре Валінассо, Вірджиніо Розетта (к), Альфредо Фоні, Маріо Варльєн, Луїс Монті, Луїджі Бертоліні, Гастоне Прендато, Феліче Борель, Гульєльмо Габетто, Джованні Феррарі, Ренато Чезаріні, тренер: Вірджиніо Розетта |                                         |            |                 |                                                           |  |

Кубок Мітропи 1938
| 1/8 перший матч 26 червня 1938 | Хунгарія           | 3:3        | Ювентус                              | Будапешт                                                    |  |
| 18:00 CET | Кардош 47' 58' 87' | (протокол) | Габетто 26' Бузідоні 36' Белліні 40' | Стадіон: "Хунгарія Керут" Глядачі: 14 000 Суддя: Леон Вогль |  |
| Хунгарія: Анталь Сабо, Карой Кіш, Шандор Біро, Густав Шебеш (к), Йожеф Турай, Янош Дудаш, Ференц Шаш, Ласло Чех, Іштван Кардош, Гайнріх Мюллер, Геза Сабо, тренер: Альфред Шаффер Ювентус: Альфредо Бодойра, Альфредо Фоні, П'єтро Рава, Теобальдо Депетріні, Луїс Монті, Маріо Варльєн (к), Савіно Белліні, Лодовіко Де Філіппіс, Гульєльмо Габетто, Карло Бускалья, Луїджі Бузідоні, тренер: Вірджиніо Розетта |                    |            |                                      |                                                             |  |

| 1/8 другий матч 3 липня 1938 | Ювентус                                                                     | 6:1        | Хунгарія   | Турин                                                     |  |
| 17:00 CET | Бускалья 3' (пен.) 28' Бузідоні 39' Де Філіппіс 42' Белліні 62' Габетто 84' | (протокол) | Кардош 67' | Стадіон: "Беніто Муссоліні" Глядачі: 8000 Суддя: Ян Бізик |  |
| Ювентус: Уго Аморетті, Альфредо Фоні, П'єтро Рава, Теобальдо Депетріні, Луїс Монті, Маріо Варльєн (к), Савіно Белліні, Лодовіко Де Філіппіс, Гульєльмо Габетто, Карло Бускалья, Луїджі Бузідоні, тренер: Вірджиніо Розетта Хунгарія: Анталь Сабо, Карой Кіш, Шандор Біро, Густав Шебеш (к), Йожеф Турай, Янош Дудаш, Ференц Шаш, Ласло Чех, Іштван Кардош, Гайнріх Мюллер, Геза Сабо, тренер: Альфред Шаффер |                                                                             |            |            |                                                           |  |

| 1/4 перший матч 10 липня 1938 | Ювентус                                          | 4:2        | Кладно              | Турин                                                      |  |
| 17:00 CET | Бузідоні 5' Томазі 40' Монті 85' Де Філіппіс 86' | (протокол) | Клоз 24' Зайдль 30' | Стадіон: Беніто Муссоліні Глядачі: 8000 Суддя: Арпад Кляйн |  |
| Ювентус: Уго Аморетті, Альфредо Фоні, П'єтро Рава, Теобальдо Депетріні, Луїс Монті, Маріо Варльєн (к), Савіно Белліні, Лодовіко Де Філіппіс, Гульєльмо Габетто, Ернесто Томазі, Луїджі Бузідоні, тренер: Вірджиніо Розетта Кладно: Карел Тихий, Емануель Шмейкаль, Франтішек Кусала, Франтішек Бенеш, Вацлав Сватонь, Вацлав Новий, Войтех Рашплічка, Франтішек Клоз (к), Ян Зайдль, Йозеф Юнек, Карел Седлицький, тренер: Карел Краус |                                                  |            |                     |                                                            |  |

| 1/4 другий матч 17 липня 1938 | Кладно  | 1:2        | Ювентус         | Кладно                                                                  |  |
| 15:00 CET | Клоз 7' | (протокол) | Габетто 38' 89' | Стадіон: стадіон Кладно Глядачі: 15 000 Суддя: Діонісі-Ніколає Ксіфандо |  |
| Кладно: Карел Тихий, Емануель Шмейкаль, Франтішек Кусала, Франтішек Бенеш, Вацлав Сватонь, Вацлав Новий, Войтех Рашплічка, Франтішек Клоз (к), Ян Зайдль, Йозеф Юнек, Карел Седлицький, тренер: Карел Краус Ювентус: Уго Аморетті, Альфредо Фоні, П'єтро Рава, Теобальдо Депетріні, Луїс Монті, Маріо Варльєн (к), Савіно Белліні, Лодовіко Де Філіппіс, Гульєльмо Габетто, Ернесто Томазі, Луїджі Бузідоні, тренер: Вірджиніо Розетта |         |            |                 |                                                                         |  |

| 1/2 перший матч 24 липня 1938 | Ювентус                                 | 3:2        | Ференцварош    | Турин                                                     |  |
| 17:00 CET | Де Філіппіс 30' Бускалья 35' Томазі 60' | (протокол) | Шароші 44' 63' | Стадіон: Беніто Муссоліні Глядачі: 11 000 Суддя: Ян Бізик |  |
| Ювентус: Уго Аморетті, Альфредо Фоні, П'єтро Рава, Теобальдо Депетріні, Луїс Монті, Маріо Варльєн (к), Карло Бускалья, Лодовіко Де Філіппіс, Гульєльмо Габетто, Ернесто Томазі, Луїджі Бузідоні, тренер: Вірджиніо Розетта Ференцварош: Йожеф Хада, Шандор Татраї, Лайош Кораньї, Бела Магда, Дьюла Полгар, Дьюла Лазар, Міхай Танкош, Дьюла Кішш, Дьордь Шароші (к), Геза Тольді, Тібор Кемень, тренер: Дьордь Главай |                                         |            |                |                                                           |  |

| 1/2 другий матч 31 липня 1938 | Ференцварош              | 2:0        | Ювентус | Будапешт                                            |  |
| 17:15 CET | Д. Шароші 76' Кемень 85' | (протокол) |         | Стадіон: Іллеї ут Глядачі: 33 000 Суддя: Леон Вогль |  |
| Ференцварош: Йожеф Хада, Шандор Татраї, Дьюла Полгар, Бела Магда, Бела Шароші, Дьюла Лазар, Міхай Танкош, Дьюла Кішш, Дьордь Шароші (к), Геза Тольді, Тібор Кемень, тренер: Дьордь Главай Ювентус: Уго Аморетті, Альфредо Фоні, П'єтро Рава, Джованні Варльєн, Луїс Монті, Маріо Варльєн (к), Лодовіко Де Філіппіс, Теобальдо Депетріні, Луїджі Бузідоні, Ернесто Томазі, Карло Бускалья, тренер: Вірджиніо Розетта |                          |            |         |                                                     |  |

Кубок Мітропи 1962
| № | Розіграш | Стадія | Дата та місце проведення    | Команда 1                 | Рахунок                                             | Команда 2                 | Голи                             |
| - | -------- | ------ | --------------------------- | ------------------------- | --------------------------------------------------- | ------------------------- | -------------------------------- |
| 1 | 1962     | група  | 12.05.1962, Турин           | Ювентус                   | 4:1 [Архівовано 5 серпня 2020 у Wayback Machine.]   | Динамо (Загреб)           | Ніколе, Сикич-аг, Стаккіні, Роса |
| 2 | 1962     | група  | 20.05.1962, Загреб          | Динамо (Загреб)           | 2:1 [Архівовано 30 вересня 2020 у Wayback Machine.] | Ювентус                   | Стаккіні                         |
| 3 | 1962     | група  | 27.05.1962, Турин           | Ювентус                   | 3:2 [Архівовано 7 серпня 2020 у Wayback Machine.]   | Спартак (Градець-Кралове) | Стаккіні-2, Кастано              |
| 4 | 1962     | група  | 03.06.1962, Градець-Кралове | Спартак (Градець-Кралове) | 2:0 [Архівовано 30 вересня 2020 у Wayback Machine.] | Ювентус                   |                                  |
| 5 | 1962     | група  | 10.06.1962, Будапешт        | Ференцварош               | 0:1 [Архівовано 21 жовтня 2020 у Wayback Machine.]  | Ювентус                   | Роса                             |
| 6 | 1962     | група  | 17.06.1962, Турин           | Ювентус                   | 1:1 [Архівовано 2 червня 2021 у Wayback Machine.]   | Ференцварош               | Роса                             |

## Гравці
Всі футболісти, що грали в складі «Ювентуса» в Кубку Мітропи в 1927—1940 роках.
| 1  | Маріо Варльєн        | Півзахисник | 1929—1938 | 32 | 0  | 32 | 0  |
| 2  | Луїс Монті           | Півзахисник | 1931—1938 | 25 | 1  | 25 | 1  |
| 3  | Вірджиніо Розетта    | Захисник    | 1929—1935 | 24 | 0  | 24 | 0  |
| 3  | Джованні Феррарі     | Нападник    | 1931—1935 | 24 | 10 | 34 | 14 |
| 5  | Луїджі Бертоліні     | Півзахисник | 1931—1935 | 23 | 0  | 23 | 0  |
| 6  | Умберто Калігаріс    | Захисник    | 1929—1934 | 19 | 0  | 19 | 0  |
| 6  | Ренато Чезаріні      | Нападник    | 1931—1935 | 19 | 8  | 19 | 8  |
| 8  | Феліче Борель        | Нападник    | 1933—1935 | 17 | 11 | 17 | 11 |
| 8  | Раймундо Орсі        | Нападник    | 1931—1934 | 17 | 11 | 17 | 11 |
| 10 | Джанп'єро Комбі      | Воротар     | 1929—1934 | 16 | 0  | 16 | 0  |
| 11 | Альфредо Фоні        | Захисник    | 1935—1938 | 13 | 1  | 13 | 1  |
| 12 | Джованні Варльєн     | Нападник    | 1931—1938 | 12 | 4  | 12 | 4  |
| 12 | Гульєльмо Габетто    | Нападник    | 1935—1938 | 12 | 5  | 12 | 5  |
| 14 | Педро Сернаджотто    | Нападник    | 1932—1934 | 10 | 2  | 10 | 2  |
| 15 | Чезаре Валінассо     | Воротар     | 1935      | 7  | 0  | 7  | 0  |
| 15 | Джованні Веккіна     | Нападник    | 1931—1932 | 7  | 0  | 7  | 0  |
| 17 | Луїджі Бузідоні      | Нападник    | 1938      | 6  | 3  | 6  | 3  |
| 17 | Теобальдо Депетріні  | Півзахисник | 1938      | 6  | 0  | 6  | 0  |
| 17 | Лодовіко Де Філіппіс | Нападник    | 1938      | 6  | 3  | 6  | 3  |
| 17 | П'єтро Рава          | Захисник    | 1938      | 6  | 0  | 6  | 0  |
| 21 | Уго Аморетті         | Воротар     | 1929      | 5  | 0  | 9  | 0  |
| 22 | Савіно Белліні       | Нападник    | 1938      | 4  | 2  | 4  | 2  |
| 22 | Карло Бускалья       | Нападник    | 1938      | 4  | 3  | 4  | 3  |
| 22 | Армандо Дієна        | Нападник    | 1935      | 4  | 2  | 4  | 2  |
| 22 | Федеріко Мунераті    | Нападник    | 1929—1931 | 4  | 2  | 4  | 2  |
| 22 | Ернесто Томазі       | Нападник    | 1938      | 4  | 2  | 10 | 2  |
| 22 | П'єтро Серантоні     | Нападник    | 1934      | 4  | 0  | 19 | 6  |
| 28 | Гастоне Прендато     | Нападник    | 1935      | 3  | 1  | 3  | 1  |
| 28 | Еціо Склаві          | Воротар     | 1931      | 3  | 0  | 3  | 0  |
| 30 | Альфредо Барізоне    | Нападник    | 1929      | 2  | 0  | 2  | 0  |
| 30 | Оресте Барале        | Півзахисник | 1929      | 2  | 0  | 2  | 0  |
| 30 | Антоніо Вояк         | Нападник    | 1929      | 2  | 0  | 5  | 1  |
| 30 | Карло Кротті         | Нападник    | 1929      | 2  | 0  | 2  | 0  |
| 30 | Ліно Моска           | Півзахисник | 1929      | 2  | 0  | 2  | 0  |
| 30 | Дуїліо Сантагостіно  | Захисник    | 1934      | 2  | 0  | 2  | 0  |
| 30 | Луїджі Чевеніні      | Нападник    | 1929      | 2  | 0  | 2  | 0  |
| 37 | Альфредо Бодойра     | Воротар     | 1938      | 1  | 0  | 1  | 0  |
| 37 | Хуан Мальйо          | Нападник    | 1931      | 1  | 0  | 1  | 0  |

## Бомбардири
Всі футболісти, що забивали в складі «Ювентуса» в Кубку Мітропи в 1927—1940 роках.
| №    | Ім'я                 | Позиція     | Роки виступів | В складі «Ювентуса» |    |
| Голи | Матчі                |             |               |                     |    |
| ---- | -------------------- | ----------- | ------------- | ------------------- | -- |
| 1    | Феліче Борель        | Нападник    | 1933—1935     | 11                  | 17 |
| 1    | Раймундо Орсі        | Нападник    | 1931—1934     | 11                  | 17 |
| 3    | Джованні Феррарі     | Нападник    | 1931—1935     | 10                  | 24 |
| 4    | Ренато Чезаріні      | Нападник    | 1931—1935     | 8                   | 19 |
| 5    | Гульєльмо Габетто    | Нападник    | 1935—1938     | 5                   | 12 |
| 6    | Джованні Варльєн     | Нападник    | 1931—1938     | 4                   | 12 |
| 7    | Луїджі Бузідоні      | Нападник    | 1938          | 3                   | 6  |
| 7    | Карло Бускалья       | Нападник    | 1938          | 3                   | 4  |
| 7    | Лодовіко Де Філіппіс | Нападник    | 1938          | 3                   | 6  |
| 10   | Савіно Белліні       | Нападник    | 1938          | 2                   | 4  |
| 10   | Армандо Дієна        | Нападник    | 1935          | 2                   | 4  |
| 10   | Федеріко Мунераті    | Нападник    | 1929—1931     | 2                   | 4  |
| 10   | Ернесто Томазі       | Нападник    | 1938          | 2                   | 4  |
| 10   | Педро Сернаджотто    | Нападник    | 1932—1934     | 2                   | 10 |
| 15   | Луїс Монті           | Півзахисник | 1931—1938     | 1                   | 25 |
| 15   | Гастоне Прендато     | Нападник    | 1935          | 1                   | 3  |
| 15   | Альфредо Фоні        | Захисник    | 1935—1938     | 1                   | 13 |

## Інша статистика
| № | Ім'я              | Роки       | Кількість матчів |
| - | ----------------- | ---------- | ---------------- |
| 1 | Карло Каркано     | 1931—1934  | 17               |
| 2 | Вірджиніо Розетта | 1935, 1938 | 13               |
| 3 | Вільям Ейткен     | 1929       | 2                |

| № | Ім'я              | Роки            | Кількість матчів |
| - | ----------------- | --------------- | ---------------- |
| 1 | Джанп'єро Комбі   | 1929, 1932—1934 | 16               |
| 2 | Вірджиніо Розетта | 1931, 1935      | 10               |
| 3 | Маріо Варльєн     | 1938            | 6                |

| Дата       | Матч                            | Глядачі |
| ---------- | ------------------------------- | ------- |
| 09.07.1933 | «Аустрія» — «Ювентус» — 3:0     | 50 000  |
| 16.07.1935 | «Спарта» — «Ювентус» — 2:0      | 36 000  |
| 22.07.1931 | «Спарта» — «Ювентус» — 2:0      | 35 000  |
| 31.07.1938 | «Ференцварош» — «Ювентус» — 2:0 | 33 000  |

| Ім'я              | Дата       | Матч                        | Хвилина |
| ----------------- | ---------- | --------------------------- | ------- |
| Маріо Варльєн     | 06.07.1929 | «Славія» — «Ювентус» — 3:0  | 61      |
| Хуан Мальйо       | 2.09.1931  | «Спарта» — «Ювентус» — 3:2  | 37      |
| Умберто Калігаріс | 2.09.1931  | «Спарта» — «Ювентус» — 3:2  | 83      |
| Ренато Чезаріні   | 2.09.1931  | «Спарта» — «Ювентус» — 3:2  | 87      |
| Луїс Монті        | 29.06.1933 | «Ювентус» — «Уйпешт» — 6:2  | 55      |
| Луїс Монті        | 9.07.1933  | «Аустрія» — «Ювентус» — 3:0 | 87      |
| Луїс Монті        | 16.07.1935 | «Спарта» — «Ювентус» — 2:0  | 68      |

| Ім'я          | Дата       | Матч                       | Хвилини               |
| ------------- | ---------- | -------------------------- | --------------------- |
| Раймундо Орсі | 29.06.1933 | «Ювентус» — «Уйпешт» — 6:2 | 30, 72, 74 (пен.), 78 |

| Ім'я            | Дата       | Матч                       | Хвилина |
| --------------- | ---------- | -------------------------- | ------- |
| Еціо Склаві     | 20.07.1931 | «Ювентус» — «Спарта» — 2:1 | 80'     |
| Джанп'єро Комбі | 25.07.1934 | «Адміра» — «Ювентус» — 3:1 | 81'     |

| Ім'я       | Дата       | Матч                       | Хвилина |
| ---------- | ---------- | -------------------------- | ------- |
| Луїс Монті | 21.07.1935 | «Ювентус» — «Спарта» — 3:1 | 81'     |